# Billardiera laxiflora
Billardiera laxiflora là một loài thực vật có hoa trong họ Pittosporaceae. Loài này được (Benth.) E.M.Benn. mô tả khoa học đầu tiên năm 1972.